# يدياولوق (أديامان)
يدياولوق (بالكردية: Şeyxmîr‏) (بالتركية: Yedioluk)‏ هي قرية كرديّة رشوانيّة تتبع إداريّاً لمديرية أديامان في محافظة أديامان التركية الواقعة في جنوب شرق الأناضول. وبلغ عدد سكانها 188 نسمة في عام 2021.